# Aguasay (plaats)
Aguasay is een plaats in de Venezolaanse staat Monagas. Aquasay is de hoofdplaats van de gelijknamige gemeente.